# Paralimosina prominens
Paralimosina prominens är en tvåvingeart som beskrevs av Hayashi 1985. Paralimosina prominens ingår i släktet Paralimosina och familjen hoppflugor. Inga underarter finns listade i Catalogue of Life.